# Андерс, Оливер
Оливер Андерс (нем. Olivier Anders; род. 16 октября 1942, Петау) — военный деятель ГДР, генерал-майор (1988 год).

## Биография
Из семьи медника. После окончания школы в 1957—1960 годах обучался на железнодорожника (Betriebs- und Verkehrseisenbahner). В 1960—1961 годах работал сначала составителем поездов, а позднее маневровым диспетчером на Государственной Железной дороге ГДР. 5 апреля 1961 года поступил рядовым на службу в ННА (охранный полк «Фридрих Энгельс» (Wachregiments «Friedrich Engels»)). В 1961—1965 годах учился в Офицерской школе Сухопутных войск (Offiziersschule der Landstreitkräfte). Член СЕПГ с 1962 года. В 1965—1967 он командовал взводом, а в 1967—1969 годах — ротой в 17-м МСП «Фриц Вайнеке» в Галле. В 1969—1972 годах служил офицером по оперативной работе (Offizier für operative Arbeit) в штабе 11-й МСД. В 1972—1976 годах проходил обучение в Военной Академии Генерального штаба СССР. После возвращения в ГДР в качестве дипломированного специалиста он до 1977 года служил начальником штаба и заместителем командира 17-го МСП Фриц «Вайнеке». В 1977—1980 годах Андерс командовал 16-м МСП «Роберт Урих». В 1980—1982 и 1984—1986 годах он занимал должность начальника штаба и заместителя командира 11-й МСД. В 1982—1984 годах снова командировался на учёбу в Военную Академию Генерального штаба Вооружённых сил СССР. С 1 октября 1986 года по 31 декабря 1989 года полковник Андерс командовал 11-й МСД. В 38-ю годовщину образования ГДР, 7 октября 1988 года, ему было присвоено звание генерал-майора. С 1 января по 18 апреля 1990 года он служил начальником Гражданских работ (Chef Staatsbürgerliche Arbeit) в Министерстве Национальной обороны ГДР. В апреле 1990 года данное министерство было упразднено и на его месте возникло переходное Министерство Разоружения и Обороны. 18 апреля 1990 года Андерс возглавил Управление гражданских работ (Chef der Verwaltung für Staatsbürgerliche Arbeit) в данном министерстве. В последние дни перед воссоединением Германии (15 сентября-2 октября 1990 года) он занимал должность Начальника Безопасности в Министерстве Разоружения и Обороны (Chef für Sicherstellung im MfAV). 2 октября 1990 года был уволен в отставку.

## Воинские звания
- Генерал-майор — 7 октября 1988 года.

## Избранные награды
- Боевой орден «За заслуги перед народом и Отечеством» в бронзе